# 로즈 키건
로즈 키건(Rose Keegan, 1971년 3월 8일 ~ )은 영국의 배우, 영화배우이다.

## 영화
- 해리 포터와 죽음의 성물 - 1부 (2010년)
- 인 어 데이 (2006년)
- 매치 포인트 (2005년)
- 패딩턴 발 4시 50분 (2004년)
- 썬더버드 (2004년) - 트랜섬 역
- 하트 앤 본즈 (2000년)
- 카멜롯의 전설 (1995년)
- 거울 살인 사건 (1992년)